# 巴巴埃斯基

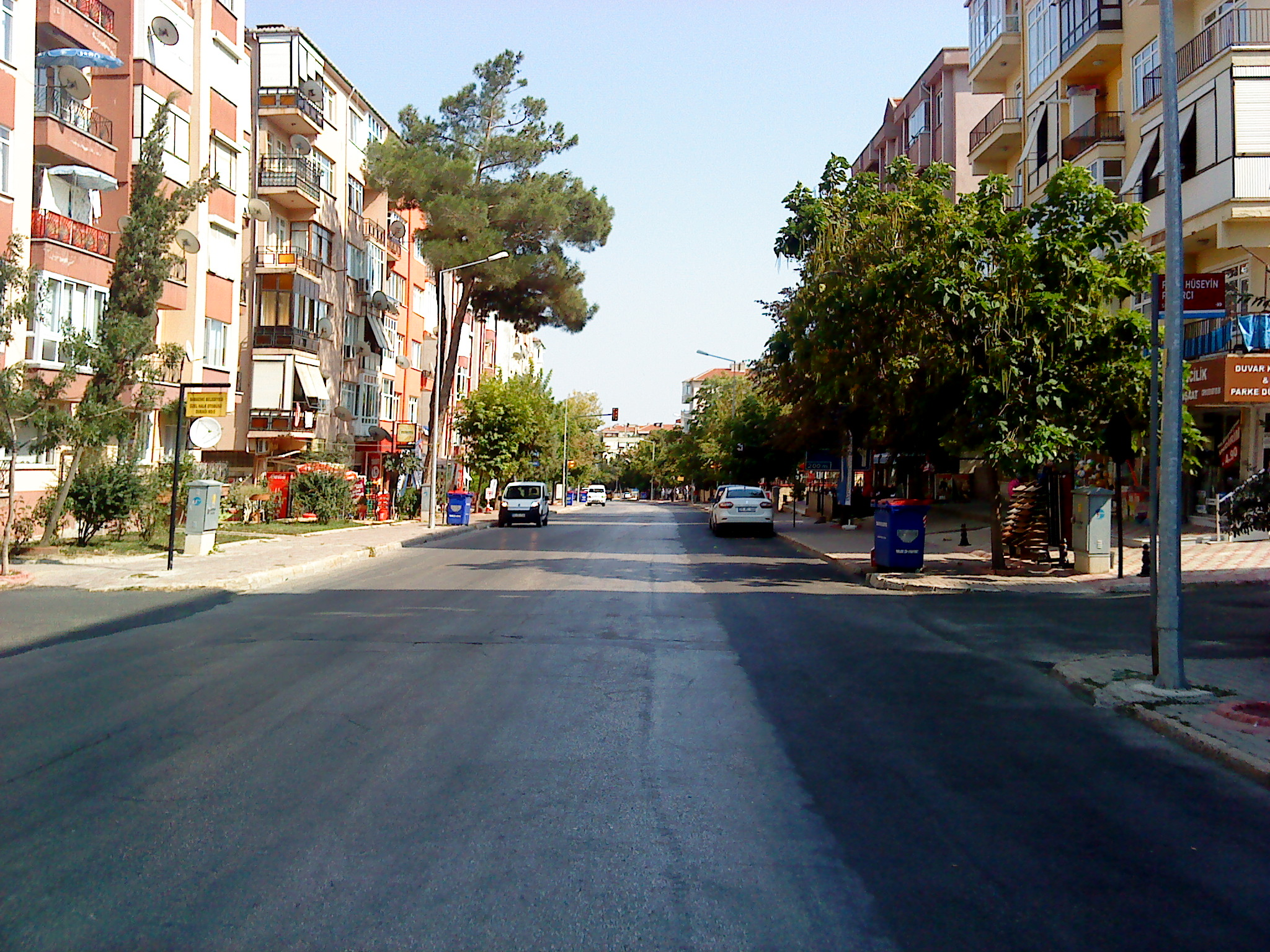
Babaeski

巴巴埃斯基（土耳其語：Babaeski，1920年后希腊语称阿耳忒斯科斯 Αρτεσκός）是土耳其的城鎮，由克爾克拉雷利省負責管轄，位於該國西北部，毗鄰與保加利亞接壤的邊境，面積633平方公里，海拔高度55米，2008年人口28,200。
东罗马帝国时期称为保加罗菲格（希臘語：Βουλγαρόφυγον），在此地爆发了保加罗菲格战役。
该城的土耳其语名字来源于一个传说。穆罕默德二世前去围攻君士坦丁堡时，曾在该城停留。在小清真寺（Küçük Cami）前，他向一位老人询问这个城镇是什么时候建立的，老人回答说“Eskidir, eski”，意思是“它很老，很老。”当苏丹再问起这个人的年龄时，老人说：“Baba...eski”，意思是“父亲老了”。从那时起，Babaeski 这个名字就一直用于该城镇。

## 外部連結
- District municipality's official website （页面存档备份，存于）

41°26′N 27°06′E / 41.433°N 27.100°E